# Parco nazionale del monte Dajt
Il Parco nazionale del monte Dajt (in albanese Parku Kombëtar Mali i Dajtit) è un parco nazionale dell'Albania situato nella parte centrale del paese 26 km ad est della capitale Tirana. Il monte Dajt è considerato una delle principali aree ricreative della città di Tirana alla quale, dal 2005, è collegato con una funivia, la Dajti Ekspres che parte dalla zona orientale della città.

## Flora
Nel parco si trovano diversi ambienti, macchia mediterranea, foreste di quercia e faggi ma anche pascoli alpini e subalpini.

## Fauna
Tra i grandi vertebrati si ha la presenza di lupi, orsi, cinghiali, martore e gatti selvatici.

## Geologia
Numerose le conformazioni rocciose di tipo calcareo, all'interno del parco si trova anche l'invaso di Bovilla, principale fonte di alimentazione della rete idrica della capitale.